# Séraphin De Vliegher
Pour les articles homonymes, voir Vlieger.
Séraphin De Vliegher, né à Eeklo, le 7 juin 1806 et mort à Alost, le 14 février 1848, est un peintre belge connu pour ses scènes de genre et ses portraits.
Il obtient le premier prix de peinture de scène de genre au Salon de Bruxelles de 1827. Ses œuvres sont notamment conservées aux Musées royaux des Beaux-Arts de Belgique et au Musée des Beaux-Arts de Gand.

## Biographie

### Famille
Séraphin De Vliegher, né à Eeklo, le 7 juin 1806, est le fils de Livin De Vliegher (1776), menuisier, et de Marie Lucie Pierardt. Séraphin De Vliegher épouse à Gand le 12 mai 1832 Adélaïde Josepha Arents (née à Gand le 29 mars 1804 et morte dans la même ville le 25 janvier 1875), fille de Pierre Martin Arents, employé aux écritures, et de Marie Jacqueline Van Paemel. Adélaïde Arents est férue de littérature.

### Formation
Séraphin De Vliegher est d'abord formé par le peintre Antoine De Poorter à Eeklo, puis par Jozef Geirnaert avant de devenir étudiant de l'Académie des beaux-arts de Gand.

### Carrière
En août 1826, Séraphin De Vliegher expose pour la première fois au concours organisé par l'Académie de Gand. Il reçoit l'accessit pour le sujet imposé en peinture de genre : Une jeune fiancée, accompagnée de sa mère et de sa sœur, est conduite par son futur époux dans l'atelier d'un peintre qui vient d'achever le portrait de la jeune personne.  Au Salon de Bruxelles de 1827 son tableau de genre intitulé L'Artisan et son enfant en prières obtient le premier prix par (17 voix contre 14). Il expose également à Groningue en 1829 et obtient une médaille d'or pour ses tableaux de genre,.
En relation avec plusieurs littérateurs flamands, tels que Karel Lodewijk Ledeganck et Jan Frans Willems, il cultive lui-même la littérature en amateur. Après 1838, il est nommé professeur et directeur de l'Académie d'Alost.
Séraphin De Vliegher meurt de la fièvre typhoïde, à l'âge de 41 ans, à l'hôpital à Alost le 14 février 1848.

## Œuvre

### Caractéristiques
Son champ pictural couvre initialement les scènes de genre, puis il se consacre surtout aux portraits de notabilités tels que l'avocat gantois Hubert Parez et son épouse Virginie.
Signe : De Vliegher

### Collections muséales
- Musées royaux des Beaux-Arts de Belgique (Bruxelles) : 
  - L'Artisan et son enfant en prière, (vers 1827) huile sur toile, inventaire no 424, format 50 × 62 cm, couronné au Salon de Bruxelles de 1827[6].
- Musée des Beaux-Arts de Gand : 
  - Portrait de l'avocat Hubert Parez (1832), huile sur toile, inventaire no 1949-U, format 65 × 52,5 cm, don de Georges Pêtre en 1949[7].
  - Portrait de Virginie Parez (1832), huile sur toile, inventaire no 1949-V, format 66,2 × 52,8 cm, don de Georges Pêtre en 1949[7].